# Ciril Zlobec
Ciril Zlobec (Ponikve, 4 giugno 1925 – 24 agosto 2018) è stato un poeta, scrittore e traduttore sloveno.

## Biografia
Ciril Zlobec nacque in una famiglia contadina, ultimo di sette figli. Frequentò la scuola elementare a Avber, poi il ginnasio nel seminario a Gorizia e Capodistria, dal quale fu espulso nel 1941 per "assenza di spirito religioso e indisciplina": scriveva infatti poesie in lingua slovena e fondò e curò una rivista letteraria nella stessa lingua, cosa proibita dal regime fascista. Ritornato a casa, nel 1942 venne mandato al confino in Abruzzo. Dopo l'8 settembre 1943 entrò nelle file della Resistenza. Al termine della guerra, continuò la scuola a Lubiana, dove si diplomò in slavistica e dove lavorò come giornalista, per la carta stampata e per la radiotelevisione. 
È autore di più di cento volumi, tra poesia, narrativa, saggistica e traduzioni.
Per lungo tempo fu direttore di Sodobnost, una delle maggiori riviste letterarie, mentre già prima della laurea aveva diretto la rivista letteraria d'avanguardia "Beseda".
È conosciuto come traduttore, soprattutto dalla lingua italiana, per autori come Dante Alighieri, Leopardi, Carducci, Montale, Ungaretti, Quasimodo... Dal serbocroato tradusse Davičo, Popa, Mihalić. 
Fu presidente della Lega degli scrittori jugoslavi e fu vicepresidente per due mandati dell'Accademia delle Scienze e delle Arti slovena. Fa parte anche delle omologhe accademie croata, europea (Salisburgo) e mediterranea (Napoli)
Fu deputato al Parlamento sloveno per due mandati. Dopo l'indipendenza della Slovenia fece parte della Presidenza della Repubblica. 
Parte importante della sua ispirazione è la poesia d'amore, presenti sono poi anche il tema dell'infanzia e la riflessione sulla poesia stessa. Si serve prevalentemente del verso libero, con influssi della lirica moderna italiana.

## Riconoscimenti
Per il suo lavoro letterario ricevette diversi premi, tra gli altri il Tomšič (1956), il Prešeren (1982), il Župančič (1976) e il Veronika (2000), ma soprattutto il riconoscimento d'oro della Repubblica di Slovenia, nonché numerosi riconoscimenti italiani (Premio Città dello Stretto e Premio Montale nel 1984, Premio Carlo Betocchi - Città di Piombino nel 1993, Premio speciale Giuseppe Acerbi per l'opera omnia, Commendatore della Repubblica, "Insigne italianista" de Il Campiello, Sigillo d'Argento della Città di Trieste).